# Delroy Lindo
Delroy Lindo est un acteur britannico-américain, né le 18 novembre 1952 à Eltham à Londres (Royaume-Uni).
Évoluant alors principalement au théâtre, il gagne en popularité dans les années 1990 grâce à ses collaborations avec le cinéaste Spike Lee, qui lui donnent tour à tour les rôles d'Archie dans Malcolm X (1992), Woody dans Crooklyn (1994) et Rodney Little dans Clockers (1995). Il joue également dans Get Shorty (1995), L'Œuvre de Dieu, la Part du Diable (1999), 60 secondes chrono (2000), Braquages (2001), ou encore Domino (2005).
Voix du chien Beta dans le film d'animation Là-haut des studios Pixar, il connait plusieurs échecs à la télévision durant les années 2010 avec les éphémères séries The Chicago Code (2011) et Believe (2014), mais arrive à rebondir grâce à la série The Good Fight dans laquelle il joue l'avocat Adrian Boseman de 2017 à 2021.
En parallèle, il est acclamé pour sa prestation d'un vétéran de la guerre du Viêt Nam  dans Da 5 Bloods : Frères de sang (2020), sa quatrième collaboration avec Spike Lee. Il prête également ses traits au marshall Bass Reeves dans le western The Harder They Fall (2021).

## Biographie

### Jeunesse
Né de parents jamaïquains, Delroy Lindo grandit en Grande-Bretagne, avant de s'installer à Toronto, puis un peu plus tard aux États-Unis. Il y suit des études théâtrales à l'American Conservatory Theater (en) de San Francisco.

### Carrière
Après quelques apparitions dans des séries et des téléfilms au début des années 1980, mais aussi au cinéma où il obtient un petit rôle dans la comédie Find The Lady (1976) et American Graffiti, la suite, il disparaît des plateaux pour retrouver la scène pendant près de dix ans, notamment à Broadway.
En 1992, il signe un retour marquant devant la caméra de Spike Lee dans Malcolm X où il joue Archie, une interprétation qui lui vaut de nombreuses récompenses. Il retrouve le cinéaste militant à trois occasion : en 1994 dans Crooklyn et en 1995 dans Clockers. Lindo fait partie, l'année suivante, du trio de choc de Get Shorty aux côtés de Gene Hackman et Danny DeVito que dirige Barry Sonnenfeld. Deux années de suite, il tourne avec Keanu Reeves en 1996 et 1997 dans Feeling Minnesota et L'Associé du diable. Son physique, massif (il mesure 1,93 m) y fait merveille, ainsi que son autorité naturelle. Un charisme qui le pousse aussi vers des rôles virils, tels celui du général Wheeler dans Le Dernier château, où il donne la réplique à Robert Redford et James Gandolfini.
Delroy Lindo affronte par deux fois la star des films d'action Jet Li dans Roméo doit mourir de Andrzej Bartkowiak en 2000, puis dans The One de James Wong en 2001,. Cette même année, il retrouve le tiercé gagnant de Get Shorty dans Braquages sous la direction de David Mamet.
En 2002, il prête sa voix au personnage de Gabriel dans l'épisode Brawl in the Family de la série d'animation Les Simpson.
Après avoir passé des aventures mouvementées au Sahara en compagnie de Matthew McConaughey, il est sollicité par Tony Scott pour tourner Domino (2005), qui retrace le parcours de Domino Harvey, fille de l'acteur Laurence Harvey, qui passa du métier de mannequin à celui de chasseuse de primes.
En 2009, délaissant provisoirement le registre des films survitaminés, il participe pour la première fois à un film d'animation et prête ainsi sa voix au chien Beta dans Là-haut des studios Pixar.
En 2011, il joue un politicien corrompu dans l'éphémère série policière The Chicago Code de Shawn Ryan, qui est annulée au bout d'une saison,.
En 2014, il joue un des principaux personnages de la série de science fiction Believe créée par Alfonso Cuarón et Mark Friedman, avec J. J. Abrams à la production. La série est annulée par la chaine NBC au bout d'une saison.
En 2017, il prend part au démarrage de la série The Good Fight, un dérivé de la série The Good Wife, qui le voit tenir le rôle majeur de l'avocat Adrian Boseman, et ce, pendant plus de quatre ans. La même année, il joue également un juge dans le septième épisode de la deuxième saison de la série This Is Us.
En 2020, il collabore pour la quatrième fois avec le réalisateur Spike Lee qui lui donne le rôle du vétéran de la guerre du Viêt Nam Paul dans le film Da 5 Bloods. Le film, qui le voit notamment côtoyer Jonathan Majors, Clarke Peters, Norm Lewis et Chadwick Boseman, est très bien reçu par la critique spécialisée,, tandis que la performance de Lindo est acclaméé,,.
En 2021, Lindo quitte la série The Good Fight durant le premier épisode de la cinquième saison. La même année, il se met dans la peau du marshall Bass Reeves dans le western The Harder They Fall de Jeymes Samuel, un film qui relate la quête de vengeance de Nat Love envers Rufus Buck (en).

## Filmographie

### Cinéma
- 1976 : Partners de Don Owen : pivot de la drogue
- 1976 : Find the Lady de John Trent (en) : Sam
- 1978 : Voice of the Fugitive de René Bonnière (court-métrage) :
- 1979 : American Graffiti, la suite (More American Graffiti) de Bill L. Norton : le sergent d'armée
- 1989 : Le Sang des héros (The Blood of Heroes) de David Webb Peoples  : Mbulu
- 1990 : Aux sources du Nil (Mountains of the Moon) de Bob Rafelson : Mabruki
- 1991 : La Manière forte (The Hard Way) de John Badham : capitaine Brix
- 1991 : Bright Angel de Michael Fields : Harley
- 1992 : Malcolm X de Spike Lee : West Indian Archie
- 1993 : Les Princes de la ville (Bound by Honor) de Taylor Hackford : Bonafide
- 1993 : M. Jones (Mr. Jones) de Mike Figgis : Howard
- 1994 : L'Exil du roi Behanzin de Guy Deslauriers : Behanzin
- 1994 : Crooklyn de Spike Lee : Woody Carmichael
- 1995 : Congo de Frank Marshall : le capitaine Wanta
- 1995 : Clockers de Spike Lee : Rodney Little
- 1995 : Get Shorty (Get Shorty) de Barry Sonnenfeld : Bo Catlett
- 1996 : Broken Arrow de John Woo : Colonel Max Wilkins
- 1996 : Feeling Minnesota de Steven Baigelman : Red
- 1996 : Les Flambeurs (The Winner) d'Alex Cox : Kingman
- 1996 : La Rançon (Ransom) de Ron Howard : agent Lonnie Hawkins
- 1997 : L'Associé du diable (The Devil's Advocate) de Taylor Hackford : Philippe Moyez
- 1997 : Une vie moins ordinaire (A Life Less Ordinary) de Danny Boyle : Jackson
- 1999 : The Book of Stars de Michael Miner : le professeur
- 1999 : Pros and Cons de Boris Damast : Kyle
- 1999 : L'Œuvre de Dieu, la Part du Diable (The Cider House Rules) de Lasse Hallström : Mr. Rose
- 2000 : Roméo doit mourir (Romeo Must Die) d'Andrzej Bartkowiak : Isaak O'Day
- 2000 : 60 secondes chrono (Gone in Sixty Seconds) de Dominic Sena : détective Roland Castlebeck
- 2001 : Braquages (Heist) de David Mamet : Bobby 'Bob' Blane
- 2001 : Le Dernier Château (The Last Castle) de Rod Lurie : général Wheeler
- 2001 : The One de James Wong : l'agent Harry Roedecker / le gars de la station essence
- 2003 : Fusion (The Core) de Jon Amiel : Dr. Ed "Braz" Brazzleton
- 2003 : Wondrous Oblivion de Paul Morrison : Dennis Samuel
- 2005 : Sahara de Breck Eisner : Carl
- 2005 : Domino de Tony Scott : Claremont Williams
- 2007 : This Christmas : Joseph "Joe" Black
- 2009 : Là-haut (Up) de Pete Docter et Bob Peterson : Beta  (animation, voix)
- 2010 : The Big Bang de Tony Krantz : Skeres
- 2014 : Anarchy (Cymbeline) de Michael Almereyda : Belarius
- 2015 : Avez-vous la foi ? (Do You Believe?) de Jon Gunn : le prédicateur dans la rue
- 2015 : Point Break d'Ericson Core : instructeur Hall
- 2017 : Battlecreek (en) d'Alison Eastwood : Arthur
- 2018 : Malicious de Michael Winnick : le parapsychologue Docteur Clark
- 2020 : Da 5 Bloods : Frères de sang (Da 5 Bloods) de Spike Lee : Paul
- 2020 : LX 2048 (001LithiumX) de Guy Moshe : Donald Stein
- 2021 : The Harder They Fall de Jeymes Samuel : Bass Reeves
- 2025 : Sinners de Ryan Coogler : Delta Slim

### Télévision

#### Téléfilms
- 1989 : Témoin à tuer (Perfect Witness) : Berger
- 1996 : La Couleur du baseball (Soul of the Game) de Kevin Rodney Sullivan : Satchel Paige
- 1997 : La Deuxième Chance (First Time Felon) : Calhoun
- 1998 : L'Odyssée du pôle nord (Glory and Honor) : Mathew Henson
- 1999 : Strange Justice (en) : Clarence Thomas
- 2003 : Profoundly Normal : Ricardo Thornton
- 2005 : Lackawanna Blues : M. Lucious
- 2005 : The Exonerated : Delbert

#### Séries télévisées
- 1987 : La Belle et la Bête' : Isaac Stubbs (saison 1, épisode 2 et 4)
- 2002 : Les Simpson (The Simpsons) : Gabriel  (animation, voix - saison 13, épisode 7)
- 2006-2007 : Kidnapped : Latimer King (13 épisodes)
- 2009 : Mercy Hospital : Dr Alfred Parks (saison 1, épisode 1)
- 2009 : New York, unité spéciale : détective Victor Moran (saison 10, épisode 18)
- 2011 : The Chicago Code : Alderman Ronin Gibbons (13 épisodes)
- 2014 : Believe : Winter (13 épisodes)
- 2017 : This Is Us : le juge Ernest Bradley (saison 2, épisode 7)
- 2017-2021 : The Good Fight : Adrian Boseman (40 épisodes)

## Distinctions

### Récompenses
- New York Film Critics Circle Awards 2020 : meilleur acteur pour Da 5 Bloods
- Hollywood Critics Association Midseason Award 2020 : meilleur acteur pour Da 5 Bloods
- National Society of Film Critics Awards 2020 : meilleur acteur pour Da 5 Bloods

### Nominations
- Chicago Film Critics Association Awards 2020 : meilleur acteur pour Da 5 Bloods
- Satellite Awards 2020 : Meilleur acteur dans un film dramatique pour Da 5 Bloods
- Screen Actors Guild Awards2020 : Meilleure distribution pour Da 5 Bloods

## Voix francophones
En version française, Delroy Lindo est dans un premier temps doublé par Sady Rebbot dans La Belle et la Bête et Les Princes de la ville, Daniel Sarky dans La Manière forte, Robert Liensol dans Malcolm X et Tola Koukoui dans Congo. Par la suite, il est notamment doublé à quatre reprises entre 1995 et 2005 par Pascal Renwick dans Get Shorty, Une vie moins ordinaire, Fusion et Sahara, ainsi qu'à trois reprises entre 1994 et 1996 par Thierry Desroses dans Crooklyn, Feeling Minnesota et Les Flambeurs.
Dans les années 1990 et jusqu'au milieu des années 2000, Lindo est également doublé par Richard Darbois dans La Rançon et 60 secondes chrono, par Jean-Michel Martial dans L'Œuvre de Dieu, la part du Diable et The One, ainsi qu'à titre exceptionnel par Pascal Nzonzi dans Clockers, Michel Barbey dans Broken Arrow, Med Hondo dans La Deuxième Chance et Greg Germain dans Domino.
Le doublant en 2000 et 2001 dans Roméo doit mourir, Braquages et Le Dernier Château, Saïd Amadis devient à partir de 2006 sa voix régulière. Il le double notamment dans Kidnapped, Mercy Hospital, Cymbeline, Point Break ou encore The Harder They Fall. En parallèle, Philippe Dumond le double dans Believe et This Is Us, Frantz Confiac est sa voix dans Da 5 Bloods : Frères de sang, tandis que Thierry Desroses le retrouve dans Là-haut et  The Good Fight. En 2025, Serge Biavan lui prête sa voix dans Sinners.